# 土木学会選奨土木遺産
土木学会選奨土木遺産（どぼくがっかいせんしょうどぼくいさん）は、社団法人土木学会が、日本国内の歴史的建造物のうち土木構造物について、これの保存に資することを目的として構造物群を「土木遺産」に認定して顕彰する制度、及びこれにより顕彰された土木構造物群のこと。2000年より認定を開始している。2019年1月時点で394件が選ばれている。      
基本的に日本国内の土木構造物を対象としているが、2009年以降は、日本統治時代に建設された台湾の土木構造物についても認定が行われている。

## 認定遺産一覧
自治体名称は認定が行われた当時のもの。その後の市町村合併実施などにより変更されている場合がある。

### 2000年認定
- 小樽港北防波堤（北海道小樽市）
- 野蒜築港関連事業
  - 野蒜築港跡地（宮城県鳴瀬町）
  - 石井閘門（宮城県石巻市）
  - 北上運河（宮城県鳴瀬町・石巻市）
  - 東名運河（宮城県石巻市）
  - 貞山運河（宮城県仙台市）
- 帝都を飾るツイン・ゲイト（東京都中央区・江東区）
  - 永代橋
  - 清洲橋
- 猿島要塞（神奈川県横須賀市）
- 木曽川ケレップ水制群（愛知県立田村）
- 阪急大宮駅と大宮・西院間の地下線路（京都府京都市）
- 大川・中之島の橋梁群（大阪府大阪市）
  - 桜宮橋
  - 天満橋
  - 天神橋
  - 大江橋
  - 淀屋橋
- 京橋（岡山県岡山市）
- 大谷川砂防堰堤（徳島県脇町）
- 河内（貯水池）堰堤及び南河内橋（福岡県北九州市）

### 2001年認定

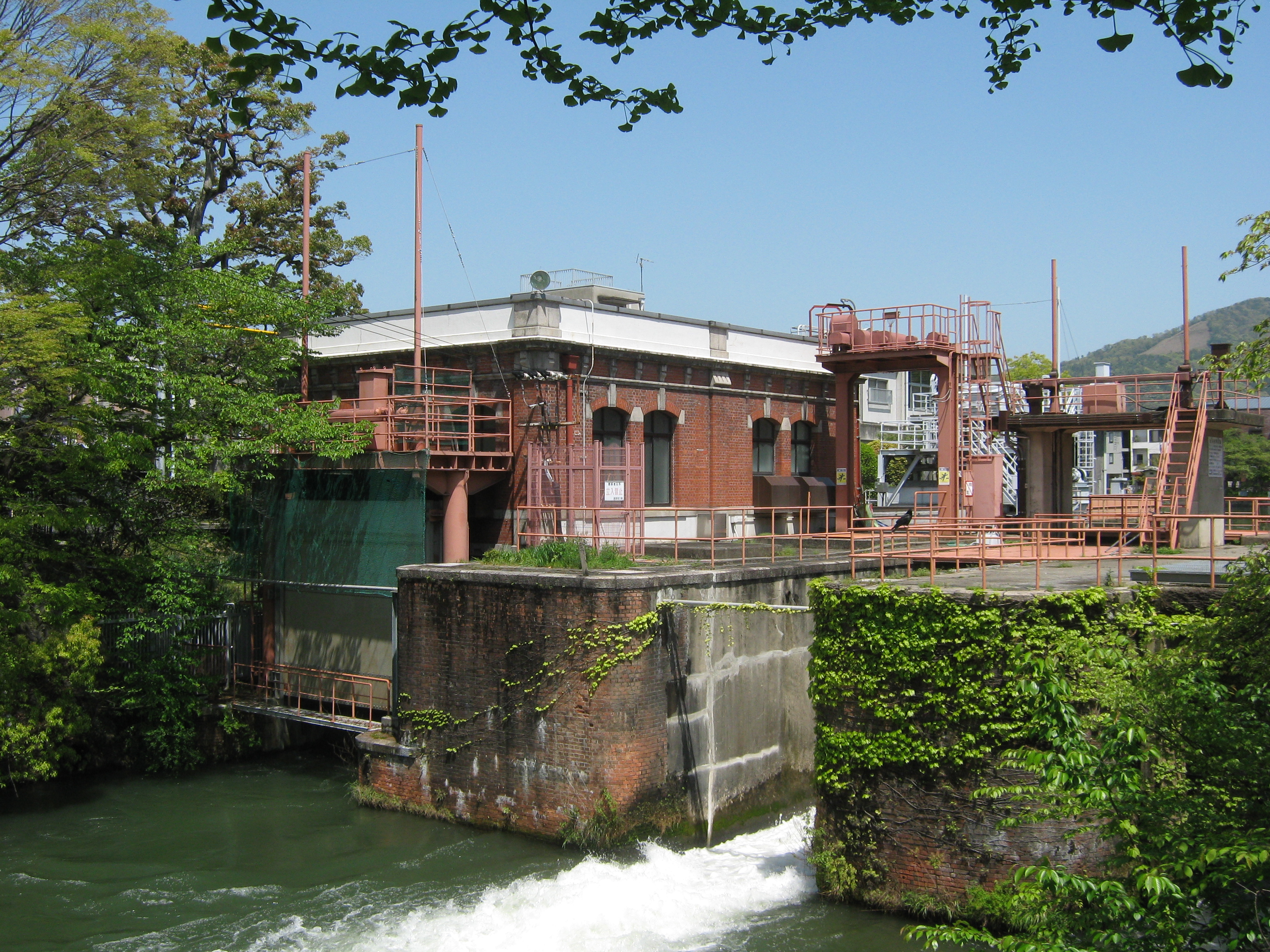
夷川発電所、京都市左京区

- 函館市の水道施設群[2]（北海道函館市）
  - 元町配水場
  - 笹流ダム
- 大湊第一水源地堰堤（青森県むつ市）
- 丸沼ダム（群馬県片品村）
- 五ヶ門樋（埼玉県庄和町）
- 美濃橋（岐阜県美濃市）
- 小牧ダム（富山県庄川町）
- 琵琶湖疏水の発電施設群（京都府京都市）
  - 蹴上発電所
  - 夷川発電所
  - 墨染発電所
- 惣郷川橋梁（山口県阿武町）
- 芸予要塞・小島砲台跡（愛媛県今治市）
- 三角西港（熊本県三角町）

### 2002年認定
- 旭橋（北海道旭川市）
- 石狩川 生振捷水路（北海道石狩市）
- 達曽部川橋梁、宮守川橋梁（釜石線）（岩手県宮守村）
- 安積疏水関連施設
  - 疏水水路（福島県郡山市・猪苗代町）
  - 沼上発電所余水路（福島県郡山市）
  - 十六橋水門（福島県河東町・猪苗代町）
  - 丸守発電所（福島県郡山市）
- 萬代橋（新潟県新潟市）
- 晩翠橋（栃木県黒磯市・那須町）
- 中島武設計のRCローゼ桁群
  - 大手橋（長野県木曽福島町）
  - 姫川橋（長野県小谷村）
  - 親沢橋（長野県小谷村）
  - 昭和橋（長野県坂城町）
  - 栄橋（長野県佐久町）
- 南郷洗堰（滋賀県大津市）
- 旧神戸外国人居留地 下水渠（兵庫県神戸市）
- 三滝ダム（鳥取県智頭町）
- 神龍橋（元・紅葉橋）（広島県神石町・東城町）
- 田丸橋（愛媛県内子町）
- 大橋ダム（高知県本川村）
- 明正井路一号幹線一号橋（大分県竹田市）
- 美々津橋（宮崎県日向市）

### 2003年認定
- 稚内港北防波堤ドーム（北海道稚内市）
- 狩勝峠鉄道施設群（北海道新得町）
  - 大築堤群
  - 新内隧道
  - 小笹川橋梁
- 上郷温水路群（秋田県象潟町）
  - 長岡温水路
  - 大森温水路
  - 水岡温水路
  - 小滝温水路
  - 象潟温水路
- 最上橋（山形県寒河江市・大江町）
- 関宿水閘門（茨城県五霞町）
- 千葉県水道局千葉高架水槽（千葉県千葉市）
- 御勅使川堰堤群（山梨県芦安村）
  - 源堰堤
  - 藤尾堰堤
  - 芦安堰堤
- 大井川橋（静岡県島田市・金谷町）

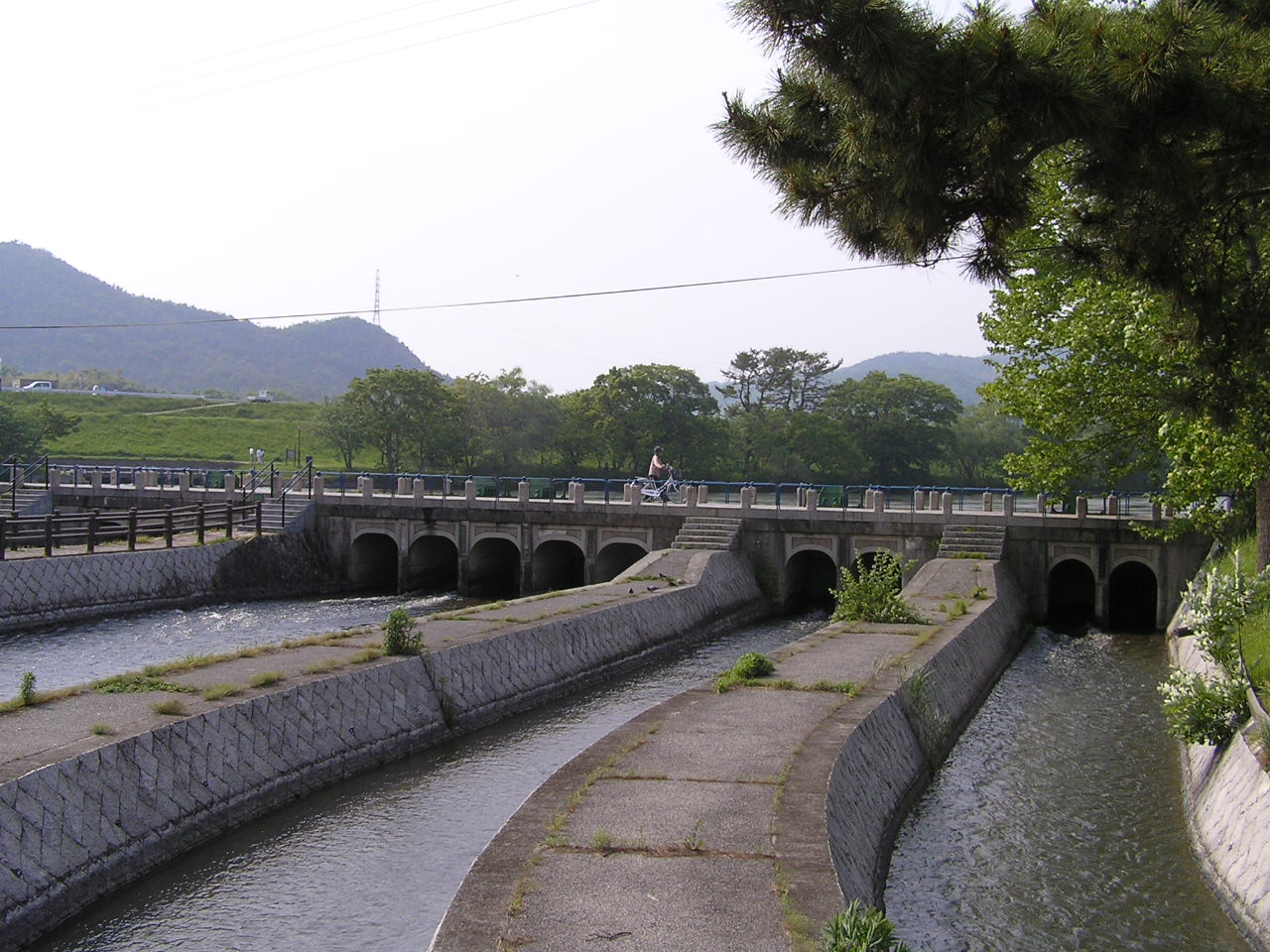
東西用水酒津樋門（岡山県倉敷市）

- 鬼ヶ城歩道トンネル（木本隧道）（三重県熊野市）
- 柳ヶ瀬隧道（福井県敦賀市）
- 友ヶ島砲台群（和歌山県和歌山市）
- 東西用水酒津樋門（岡山県倉敷市）
- 千本堰堤（島根県松江市）
- 男木島灯台（香川県高松市）
- 出島橋（長崎県長崎市）
- 東与賀地区大搦堤防・授産社搦堤防（佐賀県東与賀町）
- 鹿児島港旧石積防波堤（鹿児島県鹿児島市）

### 2004年認定
- 函館港改良施設群（北海道函館市）
  - 船入澗防波堤
  - 第1号乾ドック
- 十勝川千代田堰堤（北海道池田町）
- 北上川分流施設群
  - 鴇波締切堤（宮城県豊里町・津山町）
  - 鴇波洗堰（宮城県豊里町）
  - 脇谷洗堰・閘門（宮城県津山町・桃生町）
  - 脇谷水門・放水路（宮城県津山町）
  - 福地水門（宮城県河北町）
  - 釜谷水門（宮城県河北町）
  - 月浜第一水門（宮城県北上町）
  - 月浜第二水門（宮城県北上町）
- 野辺地防雪原林（青森県野辺地町）
- 十綱橋（福島県福島市）
- 榛名山麓砂防堰堤群（群馬県伊香保町・榛東村・吉岡町・箕郷町）
- 柳原水閘（千葉県松戸市）
- 聖徳記念絵画館前通り（東京都新宿区）
- 甚之助谷砂防堰堤群（石川県白峰村）
- 三国港エッセル堤（福井県三国町）
- 梅小路機関車庫（京都府京都市）
- オランダ堰堤（滋賀県大津市）
- 若桜橋（鳥取県若桜町）
- 牛島 藤田・西崎の波止め（山口県光市）
- 第二領地橋梁（高知県須崎市）
- 名島橋（福岡県福岡市）
  - 名島橋
  - 名島川橋梁
- 山の田浄水場群（長崎県佐世保市）

### 2005年認定
- 雨竜発電所（北海道風連町・幌加内町）

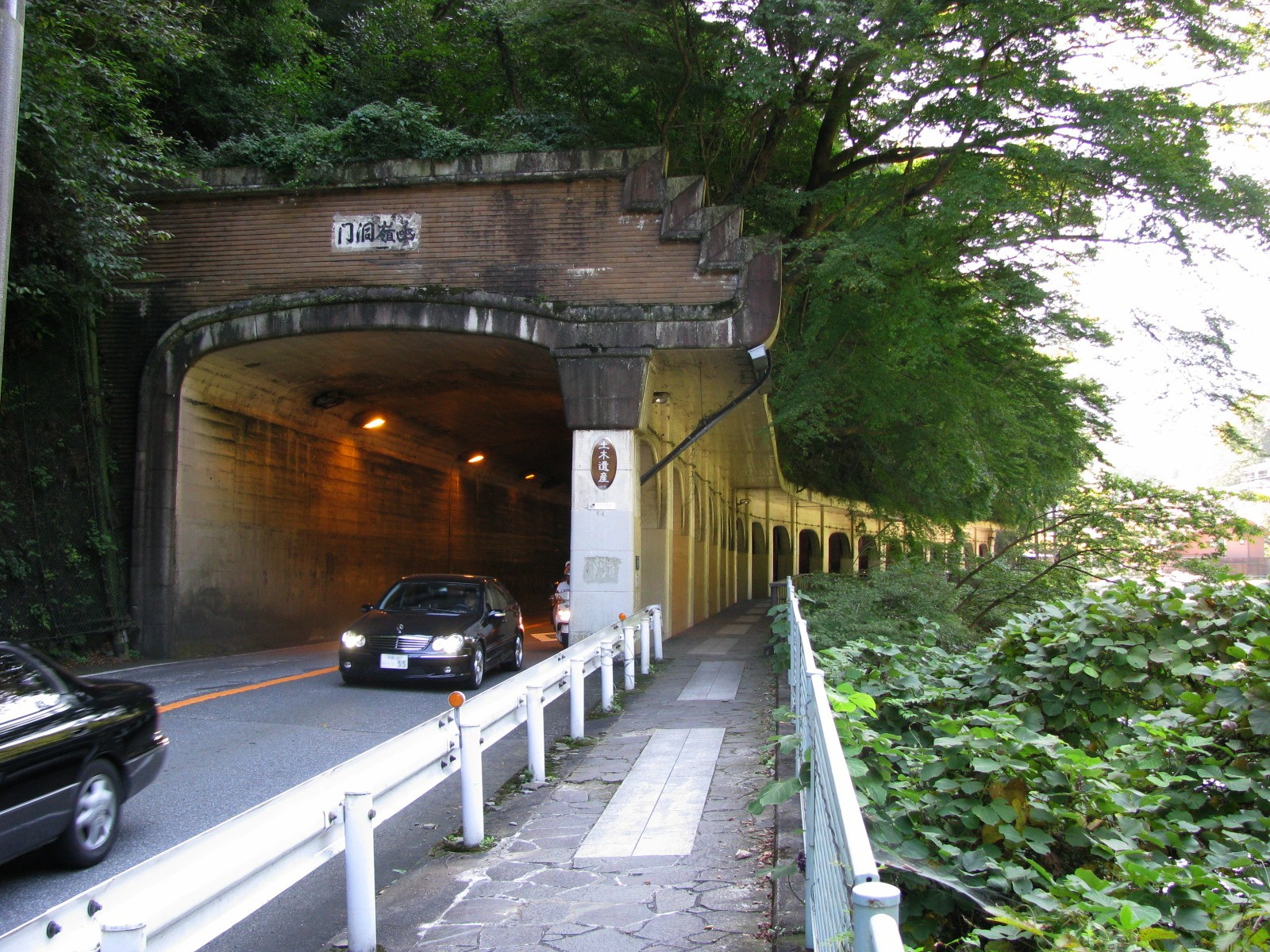
箱根の函嶺洞門

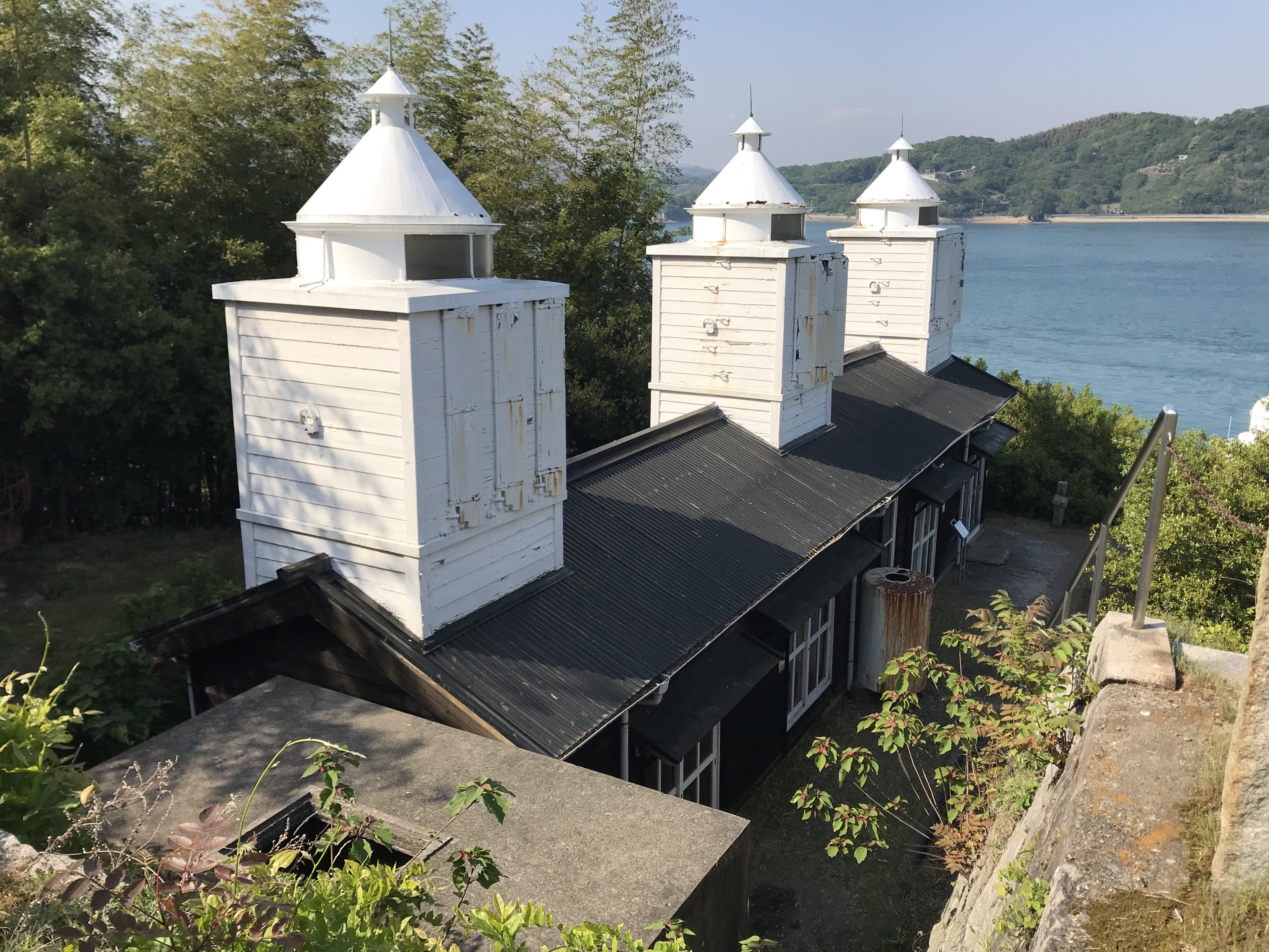
旧大浜埼船舶通航潮流信号所

- 宗谷線剣淵・士別間 鉄道防雪林（北海道剣淵町）
- チキウ岬灯台（北海道室蘭市）
- 尾去沢鉱山施設群（秋田県鹿角市）
- 箱根地区国道1号施設群（神奈川県箱根町）
  - 旭橋
  - 千歳橋
  - 函嶺洞門
- 宇都宮市水道施設群
  - 戸祭配水場（栃木県宇都宮市）
  - 第六号接合井（栃木県宇都宮市）
  - 今市浄水場（栃木県今市市）
- めがね橋 倉松落大口逆除（埼玉県春日部市）
- めがね橋（千葉県白浜町）
- 旧大日影トンネル・旧深沢トンネル（山梨県勝沼町）
- 稲生港石積防波堤（愛知県蒲郡市）
- 安倍川橋（静岡県静岡市）
- 木曽川・揖斐川導流堤（三重県桑名市）
- 御堂筋（大阪府大阪市）
- 御坂サイフォン橋（兵庫県三木市）
- 東山トンネル・新逢坂山トンネル
  - 東山トンネル（京都府京都市）
  - 新逢坂山トンネル（滋賀県大津市）
- 福浦隧道（初代、二代目）（島根県隠岐の島町）
- 旧大浜埼船舶通航潮流信号所（広島県因島市）
- 大宮橋（愛媛県西条市）
- 明治橋（大分県臼杵市）
- 大田発電所（鹿児島県伊集院町）

### 2006年認定
- 札幌本道赤松並木（北海道七飯町・函館市）
- 張碓橋（北海道小樽市）

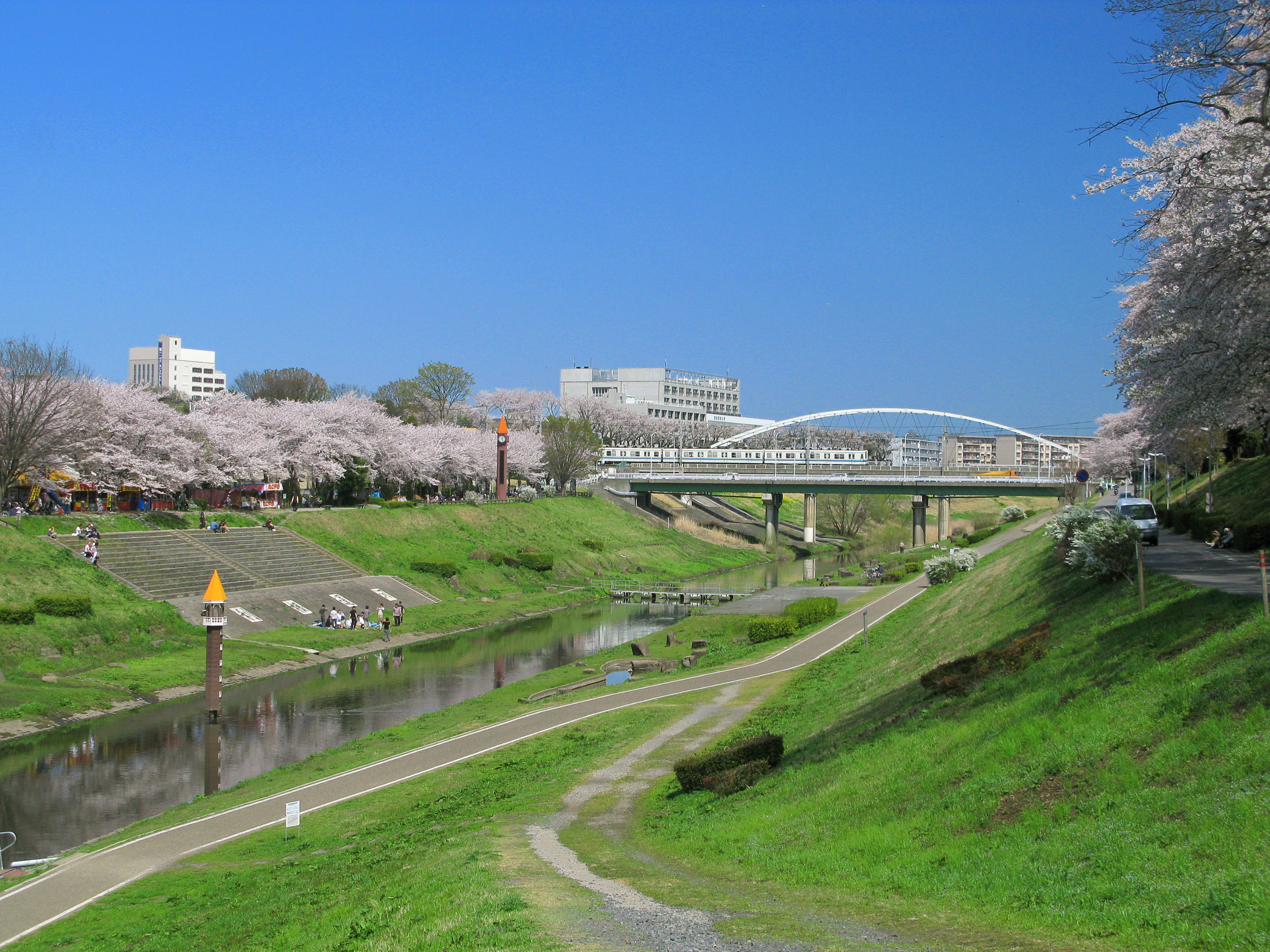
利根運河

- 網走港帽子岩ケーソンドック（北海道網走市）
- 青岩橋（岩手県二戸市・青森県三戸町）
- 明鏡橋（山形県朝日町）
- 尻屋埼灯台（青森県東通村）
- 千葉県水道局栗山配水塔（千葉県松戸市）
- 中山隧道（新潟県山古志村）
- 横浜水道に関わる隧道（神奈川県横浜市）
  - 東隧道
  - 大原隧道
- 名栗川橋（埼玉県飯能市）
- 吾嬬橋（群馬県六合村）
- 利根運河（千葉県流山市・柏市・野田市）
- 白川橋（岐阜県白川町）
- 五厘堤（富山県滑川市）
- 西天竜幹線水路円筒分水工群（長野県辰野町・箕輪町・南箕輪村・伊那市）
- 龍之渡井（和歌山県かつらぎ町・那賀町）
- 武庫大橋（兵庫県尼崎市・西宮市）
- 安治川トンネル（大阪府大阪市）
- 児島湾干拓施設群
  - 丙川三連樋門（岡山県岡山市）
  - 大曲第一樋門（岡山県岡山市）
  - 大曲第二樋門（岡山県岡山市）
  - 大曲第三樋門（岡山県岡山市）
  - 奉還樋門（岡山県岡山市）
  - （旧）片崎樋門（岡山県岡山市）
  - 高崎干拓堤防（岡山県玉野市）
- 大津島旧回天発射訓練基地（山口県周南市）
- 多度津港旧外港東防波堤（香川県多度津町）
- 詫間海軍航空隊滑走台（香川県三豊市）
- 関門トンネル（在来線用）（山口県下関市・福岡県北九州市）
- 栴檀橋（佐賀県佐賀市）
- 姫井橋（熊本県菊池市）

### 2007年認定

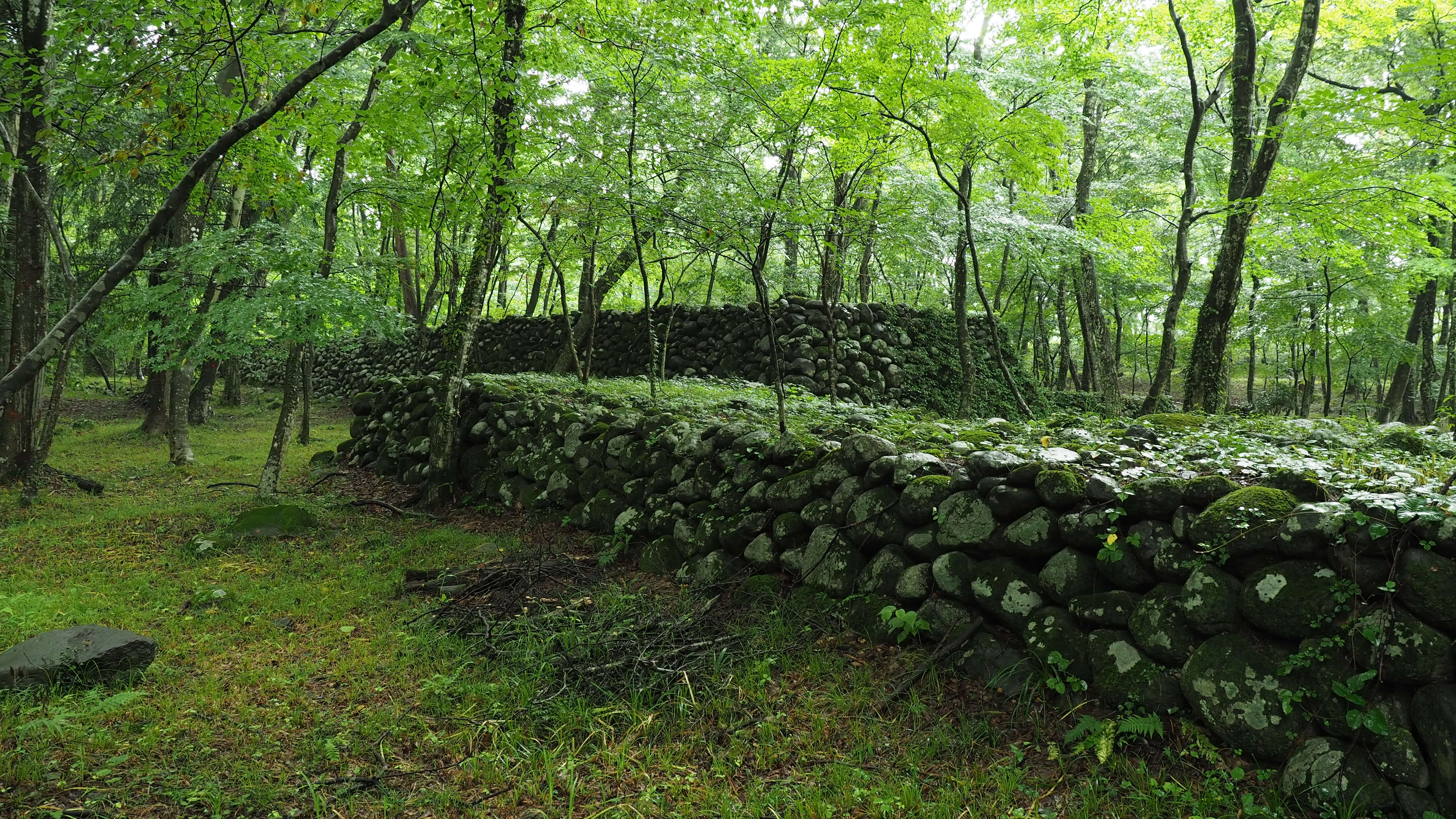
荒川（福島市）の霞堤群

- 千歳川の王子製紙水力発電施設群（北海道千歳市）
- 札幌市水道記念館（旧藻岩浄水場）（北海道札幌市）
- 藻岩発電所・取水堰（北海道札幌市）
- 土崎港関連施設（秋田県秋田市）
  - 広井波止場
  - 南防波堤
  - 雄物川放水路
- 品井沼干拓関連施設
  - 明治潜穴（宮城県松島町）
  - 元禄潜穴（宮城県松島町）
  - 吉田川サイフォン（宮城県松島町）
  - 鳴瀬川吉田川背割堤（宮城県松島町・東松島市）
- 荒川流域治水・砂防事業（福島県福島市）
  - 砂防堰堤群
  - 地蔵原堰堤
  - 川上第一堰堤
  - 床固工群
  - 水防林・霞堤群
- 清水峠越新道（群馬県みなかみ町）
- 親不知旧道（新潟県糸魚川市）
- 村山・山口貯水池
  - 村山上貯水池（東京都東大和市）
  - 村山下貯水池（東京都東大和市）
  - 山口貯水池（埼玉県所沢市）
- 箱根登山鉄道（神奈川県小田原市・箱根町）
- 境橋（栃木県那須烏山市）
- 七重川砂防堰堤群（埼玉県ときがわ町）
- 堀江水準標石（千葉県浦安市）
- 明治用水旧頭首工（愛知県豊田市）
- 岩井橋（愛知県名古屋市）
- 王子橋（京都府亀岡市）
- 毛馬閘門・洗堰群（大阪府大阪市）
  - 毛馬第一閘門
  - 毛馬第二閘門
  - 毛馬洗堰
- （旧）江尾発電所（鳥取県江府町）
- 京橋川の雁木群（広島県広島市）
- 土釜橋（徳島県つるぎ町）
- 龍頭橋（大分県杵築市）
- 本河内高部堰堤（長崎県長崎市）
- 七窪水源地（鹿児島県鹿児島市）

### 2008年認定
- 奥沢水源地水道施設（北海道小樽市）
- 定山渓発電所施設（北海道札幌市）
- 聖台ダム（北海道美瑛町）
- 最上川橋梁
  - 最上川橋梁：JR左沢線（山形県寒河江市・中山町）
  - 最上川橋梁（通称「荒砥鉄道橋」）：フラワー長井線（山形県白鷹町）
- 直江兼続治水利水施設群（山形県米沢市）
  - 谷地河原堤防（直江石堤）
  - 蛇堤（蛇土手）
  - 御入水堰
  - 猿尾堰
  - 堀立川
  - 巴堀
  - 室沢堰
  - 帯刀堰
- 日川の堰堤と水制群（山梨県甲州市）
  - 勝沼堰堤
  - 日川水制群
- 小倉橋（神奈川県相模原市）
- 荒川横堤（埼玉県戸田市・さいたま市）
- 黒川発電所膳棚水路橋（栃木県那須町）
- 銀座線 浅草駅 - 新橋駅間（東京都台東区・千代田区・中央区・港区）
- 曽我浦片隧道（4号、5号）（静岡県熱海市）
- 百々貯木場（愛知県豊田市）
- （廃）片平橋（長野県塩尻市）
- 心斎橋駅舎他、御堂筋線の地下駅群（大阪府大阪市）[3]
  - 心斎橋駅
  - 淀屋橋駅
  - 梅田駅[4]
- 上田池堰堤（兵庫県南あわじ市）
- 七条大橋（京都府京都市）
- 両橋（京都府福知山市）
- 今福線のコンクリートアーチ橋群（島根県浜田市）
- 三石の煉瓦拱渠群（岡山県備前市）
- 旭浄水場の一連の歴史的施設群（高知県高知市）
- 若津港導流堤（筑後川デ・レーケ堤）（福岡県大川市・柳川市・佐賀県佐賀市）
- 有明海旧干拓施設（熊本県玉名市）
  - 末広開旧堤防
  - 明丑開旧堤防
  - 明豊開旧堤防
  - 大豊開旧堤防
- 大島海峡（旧）軍事施設群（鹿児島県瀬戸内町）

### 2009年認定
- 第三雨竜川橋梁（北海道幌加内町）
- 狩勝信号場跡（北海道新得町・南富良野町）
- 小樽港斜路式ケーソン製作ヤード（北海道小樽市）
- 奥州街道の一里塚群
  - 上田一里塚、小野松一里塚、笹平一里塚、新塚一里塚、独活倉一里塚（岩手県盛岡市）
  - 御堂・馬羽内一里塚（岩手県一戸町・岩手町）
  - 旧中山一里塚、小繋一里塚、川底一里塚、浪打峠一里塚、笹目子・上女鹿沢一里塚、穴久保・下女鹿沢一里塚（岩手県一戸町）
  - 駕籠立場一里塚（青森県三戸町）
  - 伝法寺一里塚、一本木一里塚、真登地一里塚、池ノ平一里塚（青森県十和田市）
  - 天間館一里塚、蒼前平一里塚（青森県七戸町）
  - 坊ノ塚一里塚（青森県野辺地町）
- 山形の石橋群
  - 新橋、覗橋、堅磐橋、中山橋（山形県上山市）
  - 吉田橋、蛇ヶ橋（別名：小巌橋）、康寿橋、太鼓橋（山形県南陽市）
  - 舞鶴橋（山形県米沢市）
  - 幸橋（山形県高畠町）
  - 幾代橋（山形県村山市）
- 奥多摩橋（東京都青梅市）
- 汐止橋（千葉県鋸南町）
- 小坪隧道・名越隧道（神奈川県逗子市・鎌倉市）
- 旧須花隧道（栃木県佐野市・足利市）
- 剣崎浄水場（群馬県高崎市）
- 霞ヶ浦湖岸施設（元鹿島海軍航空跡）（茨城県美浦村）
- 七ヶ用水 大水門および給水口（石川県白山市）
- 北勢線のねじり橋とめがね橋（三重県いなべ市）
- 柳河原発電所 跡曳水路橋（富山県黒部市）
- 平木橋（兵庫県加古川市）
- 鎧えん堤（滋賀県大津市）
- 本町橋（大阪府大阪市）
- 角島灯台および関連施設群（山口県下関市）
- 旧三高山砲台（広島県江田島市）
- 旧呉鎮守府兵器部護岸および関連施設（広島県呉市）
- 木頭出原谷の鉄砲堰（徳島県那賀町）
- 矢岳第一トンネル（宮崎県えびの市）
- 大渡の用之助港（沖縄県糸満市）
- 小ヶ倉（水道）堰堤（長崎県長崎市）
- 烏山頭水庫（ 台湾台南県官田郷）

### 2010年認定
- 創成橋（北海道札幌市）
- 舞鶴橋（北海道長沼町）
- 留萌港南防波堤（北海道留萌市）

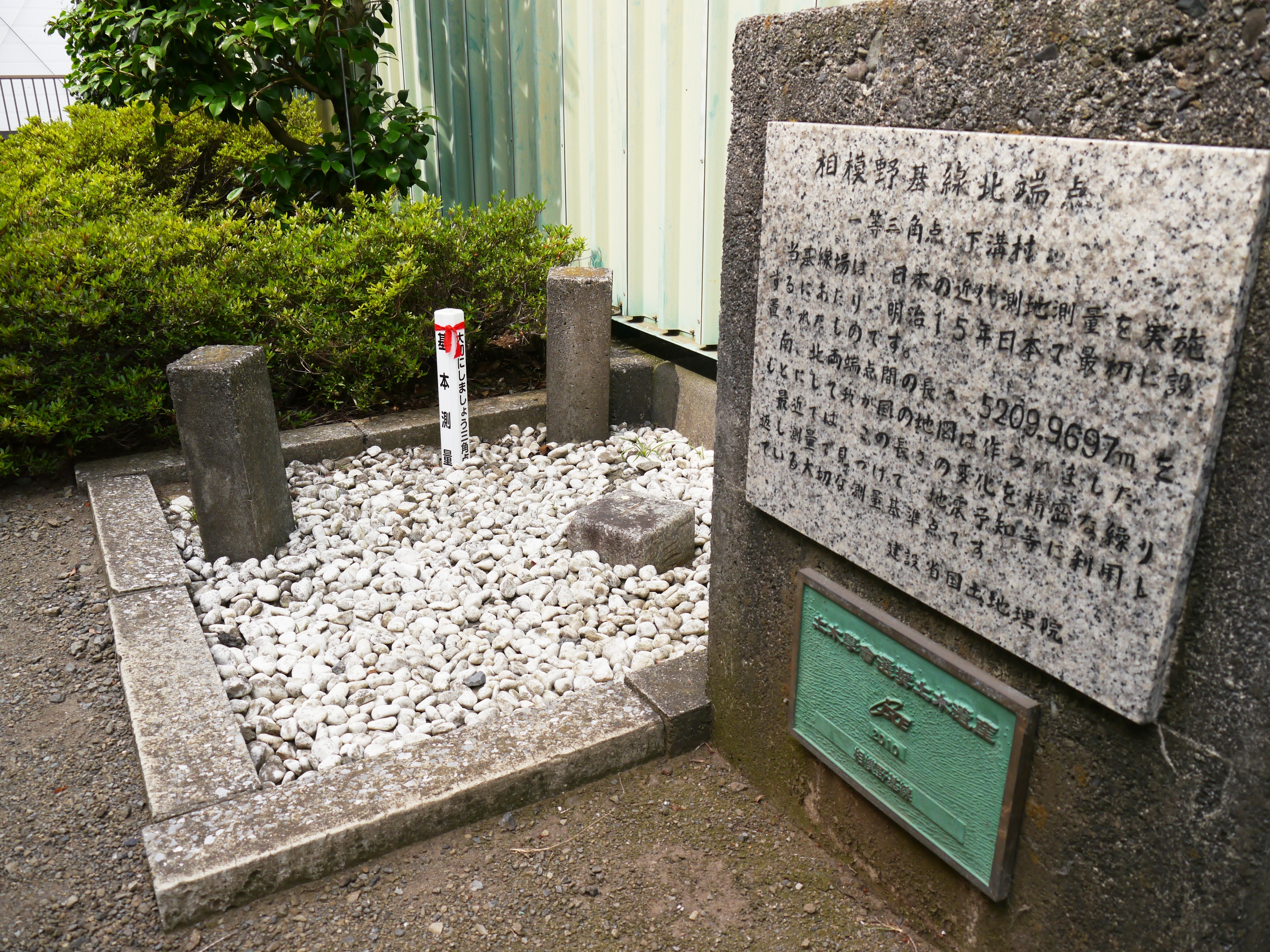
相模野基線（神奈川県）
国土地理院の説明碑の下に土木学会選奨土木遺産のプレートが掲示されている

- 西根堰（福島県福島市・伊達市・桑折町・国見町）
- 仙台市煉瓦下水道（宮城県仙台市）
  - 卵形レンガ下水渠
  - 馬蹄形レンガ下水渠及び矩形レンガ下水渠
- 権現堂川用水樋管群（埼玉県幸手市）
  - 権現堂川用水新圦
  - 巡礼樋管
  - 取り付く堤防
- 新永間市街線高架橋（東京都千代田区・港区）
- 鬼怒橋（栃木県宇都宮市）
- 千葉分場1号配水池（千葉県千葉市）
- 大手橋（茨城県水戸市）
- 央橋（茨城県常陸太田市）
- 雄川堰（群馬県甘楽町）
- 相模野基線（神奈川県相模原市・座間市）
- 堀割川（神奈川県横浜市）
- 六見橋（岐阜県下呂市）
- 松重閘門（愛知県名古屋市）
- 清水灯台（静岡県静岡市）
- 三栖閘門（京都府京都市）
- 宇治発電所（京都府宇治市）
- 鐘ヶ坂隧道（兵庫県丹波市）
- 室戸台風の災害復旧橋梁群
  - 井倉橋（岡山県新見市）
  - 田井橋（岡山県高梁市）
  - 方谷橋（岡山県高梁市）
- 菊港の東堤・西堤（鳥取県琴浦町）
- 明治橋（愛媛県八幡浜市）
- 蛤水道（佐賀県吉野ヶ里町）
- 川原隧道と石畳（大分県日田市）
- 第三五ヶ瀬川橋梁（宮崎県日之影町）
- 台南水道（ 台湾台南県山上郷）

### 2011年度認定
- 道庁正門前木塊舗装・銀杏並木（北海道札幌市）
- 虻田発電所（北海道洞爺湖町）
- 夕張川新水路（北海道長沼町・南幌町・江別市）
- 船川港第一船入場・第二船入場防波堤（秋田県男鹿市）
- 疣岩円形分水工（宮城県蔵王町）
- 筑波山千寺川砂防堰堤群（茨城県つくば市）
- 荻窪用水と関連施設
  - 荻窪用水（神奈川県小田原市・箱根町）
  - 山縣水道（神奈川県小田原市）
  - 山崎発電所・取水堤（神奈川県箱根町）
- 真岡鐵道五行川橋梁・小貝川橋梁
  - 五行川橋梁（栃木県真岡市）
  - 小貝川橋梁（栃木県益子町）
- 只川橋（群馬県下仁田町・富岡市）
- 大源太川第1号砂防堰堤（新潟県湯沢町）
- 菅橋（長野県木祖村）
- 名古屋市旧第一ポンプ所と東山給水塔（愛知県名古屋市）
- 太田橋（岐阜県美濃加茂市）
- 木曽川河跡湖（トンボ池）の聖牛（岐阜県笠松町）
- 湊川隧道（兵庫県神戸市）
- 旧奈良駅舎（奈良県奈良市）
- 中古沢橋梁（和歌山県九度山町）
- 被爆に耐えた装飾的橋梁（広島県広島市）
  - 猿猴橋
  - 京橋
- 高角橋（島根県益田市）
- 滝宮橋（香川県綾川町）
- 深浦水雷艇隊基地跡（長崎県対馬市）
- 長崎堤防（鹿児島県薩摩川内市）

### 2012年度認定
- 岡山橋（北海道岩見沢市）
- 萬世大路（福島県福島市・山形県米沢市）
- 駒沢給水所（配水塔・配水ポンプ所）（東京都世田谷区）
- 山生橋梁（千葉県鴨川市）
- 二ヶ領用水（神奈川県川崎市）
- 花貫川第一発電所 第三号水路橋（茨城県高萩市）
- 前橋地先の利根川の護岸と水制工[5]
  - 利根川の護岸工（群馬県前橋市）
  - 鉄線蛇篭護岸（群馬県前橋市）
  - 小型ケーソン基礎護岸（群馬県前橋市）
  - 岩神水制工（手束式水制工）（群馬県前橋市）
  - 前橋公園下レール式大聖牛（群馬県前橋市）
  - レール式杭出し水制工（群馬県玉村町）
- 新佐賀橋（埼玉県鴻巣市）
- 長潭橋（山梨県甲府市・甲斐市）
- 加治川運河水門、土砂吐水門（新潟県新発田市）
- 東京動力機械製造株式会社地下工場跡（栃木県那須烏山市）
- 栃木県の防空関連施設群
  - 旧宇都宮飛行場掩体壕（栃木県宇都宮市）
  - 旧金丸原飛行場掩体壕（栃木県大田原市）
  - 烏山防空監視哨（栃木県那須烏山市）
  - 口粟野防空監視哨（栃木県鹿沼市）
- 長篠発電所の堰堤と取水路（愛知県新城市）
- 長良大橋（岐阜県岐阜市・大垣市）
- 手取川霞堤（石川県能美市・川北町）
- 浜中津橋（大阪府大阪市）
- 堀川第一橋（京都府京都市）
- 徳佐川橋梁（山口県山口市）
- 建部井堰（岡山県岡山市）
- 石手川橋梁（愛媛県松山市）
- 煉瓦橋（横河原線・第26号溝橋）（愛媛県松山市）
- キリズシのトンネル（大分県中津市）
- 綱ノ瀬橋梁（宮崎県延岡市・日之影町）
- 山田堰（福岡県朝倉市）
- 「馬の頭」水利施設（佐賀県伊万里市）

### 2013年度認定

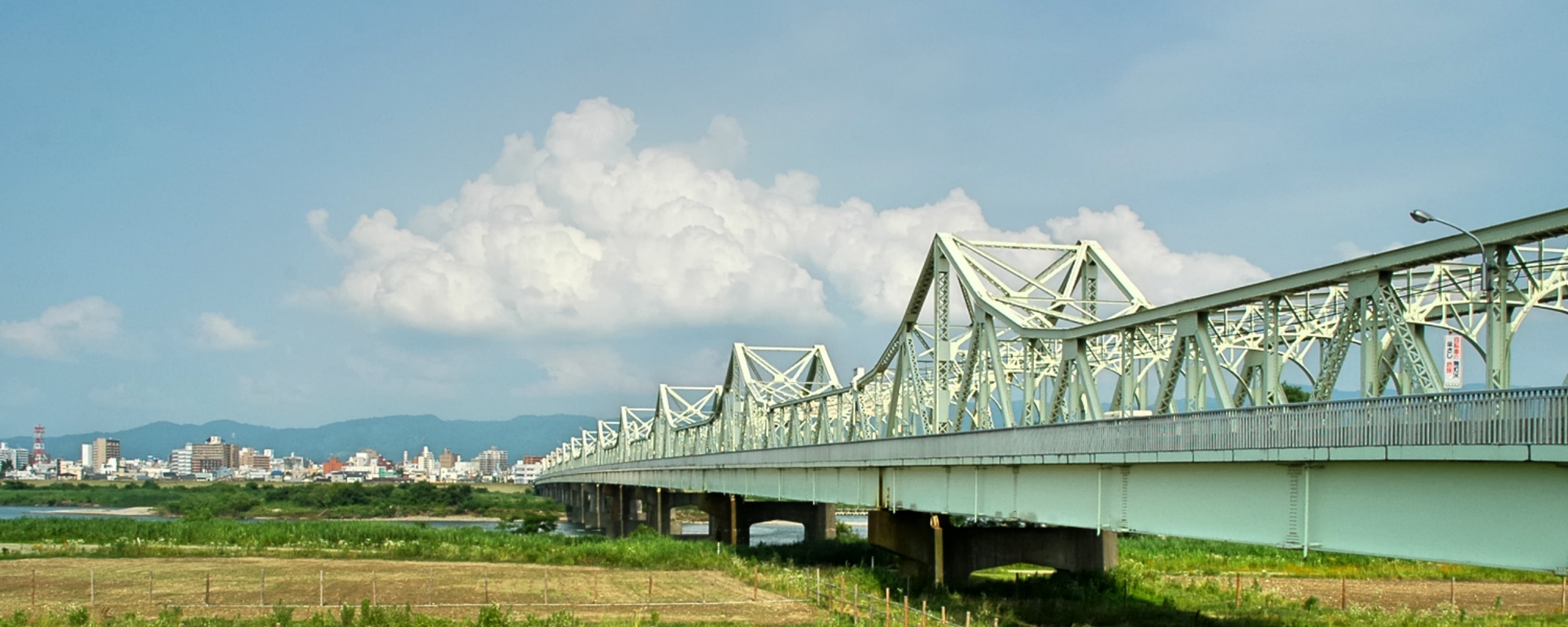
長生橋（新潟県長岡市）

- 覆蓋付緩速ろ過池（春光台配水場）（北海道旭川市）
- 旧北炭幾春別炭鉱・錦坑の炭鉱施設群（北海道三笠市）
- 三本木原開拓施設群（青森県十和田市）
  - 稲生川穴堰・稲生川上水
  - 十和田市市街地
- 閘門橋（東京都葛飾区）
- 長生橋（新潟県長岡市）
- 所野第一発電所外山原取水施設（栃木県日光市）[6]
  - 外山原取水堰堤・排砂門
  - 鳴沢川取水口および導水路
  - 木戸ヶ沢水路橋（外山原水路橋）
  - 旧水圧鉄管固定台跡
- 柳瀬橋（群馬県高崎市・藤岡市）
- 神田下水（東京都千代田区）
- 神奈川県営水道施設群[7]
  - 水道記念館（旧送水ポンプ所）（神奈川県寒川町）
  - 大磯配水池（現・大磯低区配水池）（神奈川県大磯町）
  - 茅ヶ崎配水池（神奈川県茅ヶ崎市）
  - 藤沢配水池（神奈川県藤沢市）
  - 鎌倉配水池（現・佐助配水池）（神奈川県鎌倉市）
  - 逗子配水池（神奈川県逗子市）
- 鹿島橋（静岡県浜松市）
- 千垣橋梁（富山県立山町・富山市）
- 信越本線トンネル群
  - 大廻隧道（長野県飯綱町・信濃町）
  - 戸草隧道（長野県信濃町）
  - 坂口新田隧道（新潟県妙高市）
- 緑地西橋（大阪府大阪市）
- 大河原発電所と大河原取水堰（京都府南山城村）
- 薬水拱橋（奈良県大淀町）
- 十郷橋（福井県坂井市）
- 安長土手（嵐ヶ鼻土手）（鳥取県鳥取市）
- 日谷山の石塁（広島県広島市）
- 旧桜谷発電所（徳島県那賀町）
- 洗玉眼鏡橋（福岡県八女市）
- 轟泉水道（熊本県宇土市）

### 2014年度認定
- 新釧路川（北海道釧路市・釧路町）
- 松前港 福山波止場（北海道松前町）
- 仙山線鉄道施設群
  - 第二広瀬川橋梁（熊ヶ根鉄橋）（宮城県仙台市）
  - 新川川橋梁（宮城県仙台市）
  - 荒沢川橋梁（宮城県仙台市）
  - 仙山隧道・同信号所（面白山トンネル）（宮城県仙台市・山形県山形市）
  - 山寺駅転車台（山形県山形市）
  - 作並駅転車台（宮城県仙台市）
  - 作並機関区（宮城県仙台市）
  - 奥新川直流変電所（奥新川変電区）（宮城県仙台市）
  - 交流電化発祥地記念碑（宮城県仙台市）
- 成宗電車第一、第二トンネル（千葉県成田市）
- 羽村取水堰（投渡堰）（東京都羽村市）
- 日光稲荷川流域の砂防堰堤群（栃木県日光市）[8]
  - 稲荷川第2～第13砂防堰堤
  - 釜ツ沢下流砂防堰堤
  - 釜ツ沢砂防堰堤
  - 小米平砂防堰堤
  - 天狗沢砂防堰堤
- 信越線 太田切橋（新潟県妙高市）
- 水戸市低区配水塔（茨城県水戸市）
- 江ノ島電鉄[9]
  - レール・発電施設・車両（神奈川県藤沢市・鎌倉市）
  - 極楽洞（千歳開道）（神奈川県鎌倉市）
  - 龍口寺前交差点（神奈川県藤沢市）
  - 極楽寺駅（神奈川県鎌倉市）
  - 鎌倉高校前駅（神奈川県鎌倉市）
- 敷島浄水場配水塔（群馬県前橋市）
- 堀切橋（埼玉県行田市・鴻巣市）
- 旧親不知トンネル（新潟県糸魚川市）
- 嫌谷砂防堰堤群（岐阜県中津川市）
- 旧稲葉地配水塔（愛知県名古屋市）
- 旧余部橋りょう（余部鉄橋）（兵庫県香美町）
- 砂山池・龍ケ池揚水機場（滋賀県豊郷町）
- 旧北陸本線トンネル群[10]
  - 樫曲トンネル（福井県敦賀市）
  - 葉原トンネル（福井県敦賀市）
  - 鮒ヶ谷トンネル（福井県敦賀市）
  - 曽路地谷トンネル（福井県敦賀市）
  - 第一観音寺トンネル（福井県敦賀市）
  - 第二観音寺トンネル（福井県敦賀市）
  - 曲谷トンネル（福井県敦賀市）
  - 芦谷トンネル（福井県敦賀市）
  - 伊良谷トンネル（福井県敦賀市）
  - 山中トンネル（福井県敦賀市・南越前町）
  - 湯尾トンネル（福井県南越前町）
  - 山中信号所スイッチバック（福井県南越前町）
- 小刀根トンネル（福井県敦賀市）
- 来原岩樋（島根県出雲市）
- 熊井隧道（高知県黒潮町）
- 細島験潮場（宮崎県日向市）
- 湯野田橋（佐賀県嬉野市）

### 2015年度認定
- 茨戸川の岡﨑式単床ブロック護岸（北海道石狩市）
- 旧函館本線神居古潭トンネル群（北海道旭川市）[11]
  - 神居古潭トンネル
  - 春志内トンネル
  - 伊納トンネル
- 東秋留橋（東京都あきる野市）
- 大間港（新潟県佐渡市）
- 足利市近代水道施設群（栃木県足利市）[12]
  - 緑町配水場 配水池
  - 緑町配水場 水道山記念館（旧管理事務所）
  - 緑町配水場 接合井
  - 緑町配水場 水道計量室
  - 今福浄水場 ポンプ室
- 元町・山手地区の震災復興施設群（神奈川県横浜市）
  - 山手隧道
  - 櫻道橋
  - 西の橋
  - 谷戸橋
  - 打越橋
- 筑波山ケーブルカー（茨城県つくば市）[13]
  - 鋼索鉄道（筑波山山麓から山頂）
  - 長峰隧道
- 旧上野鉄道鬼ヶ沢橋梁（群馬県富岡市・下仁田町）
- 飯沼水準原標石（千葉県銚子市）
- 南向発電所取水堰堤（長野県駒ケ根市）
- 庄内用水元杁樋門（愛知県名古屋市）
- 蔵造川水路橋（長野県塩尻市）
- 由良川橋梁（京都府舞鶴市・宮津市）
- 市原人道橋（旧・市原橋）（京都府京都市）
- 別所砂留（広島県福山市）
- 百間川の治水施設群（岡山県岡山市）
  - 一ノ荒手
  - 二ノ荒手
  - 米田の旧堤防
  - 大水尾の旧堤
- 三成ダム（島根県奥出雲町）
- 新川橋梁（香川県三木町）
- 第一白川橋梁（熊本県南阿蘇村、撤去のため2021年に認定解除）
- 立野橋梁（熊本県南阿蘇村）
- 五ヶ瀬川畳堤（宮崎県延岡市）

### 2016年度認定
- 旧網走線開業時の鉄道施設群
  - 陸別駅転車台（北海道陸別町）
  - 本別川橋梁（北海道本別町）
- 開拓使三角測量基線
  - 勇払基線（勇払基点、鵡川基点）（北海道苫小牧市・むかわ町）
  - 函館助基線（一本木基点、亀田基点）（北海道北斗市・函館市）
- 磐越西線鉄道施設群[14]
  - 新津駅転車台（新潟県新潟市）
  - 早出川橋梁（新潟県五泉市）
  - 深戸橋梁（新潟県阿賀町）
  - 平瀬トンネル（新潟県阿賀町）
  - 徳沢橋梁（新潟県阿賀町・福島県西会津町）
  - 蟹沢橋梁（福島県西会津町）
  - 長谷川橋梁（福島県西会津町）
  - 釜ノ脇橋梁（福島県喜多方市）
  - 一ノ戸橋梁（福島県喜多方市）
  - 慶徳隧道（福島県喜多方市）
  - 濁川橋梁（福島県喜多方市）
  - 会津若松駅転車台（福島県会津若松市）
  - 旧翁島駅本屋（福島県猪苗代町）
  - 郡山駅転車台（福島県郡山市）
- 四ツ谷用水（宮城県仙台市）
- 十三湖水戸口突堤（青森県五所川原市）
- 鳴子ダム（宮城県大崎市）
- わたらせ渓谷鐵道関連施設群[15]
  - 第二渡良瀬川橋梁（栃木県日光市）
  - 第一松木川橋梁（栃木県日光市）
  - 小黒川橋梁（群馬県みどり市・桐生市）
  - 小中川橋梁（群馬県みどり市）
  - 手振山架樋（群馬県みどり市）
  - 第一神梅トンネル（群馬県みどり市）
  - 第二神梅トンネル（群馬県みどり市）
  - 笠松トンネル（群馬県みどり市・栃木県日光市）
  - （旧）琴平トンネル（群馬県みどり市）
  - 足尾駅本屋（栃木県日光市）
  - 大間々駅本屋（群馬県みどり市）
  - 上神梅駅本屋（群馬県みどり市）
  - 神戸駅本屋（群馬県みどり市）
  - 間藤駅の旧スイッチバック遺構（栃木県日光市）
- 響橋（神奈川県横浜市）
- 江連用水旧溝 宮裏両樋（茨城県下妻市）
- 南高橋（東京都中央区）
- 信濃川 千手水力発電所施設群（新潟県十日町市）[16]
  - 宮中取水ダム
  - 水路トンネル
  - 圧力トンネル
  - 浅河原調整池
  - 千手発電所
- 小山樋門（千葉県松戸市）
- 湘南港（神奈川県藤沢市）[17]
  - 南防波護岸（セルラーブロック式直立護岸等）
  - 本船耐震岸壁
  - 北防波堤
  - 湘南港灯台
  - 東京オリンピック聖火台
- 榎戸新田橋りょう（千葉県八街市）
- 向野橋（愛知県名古屋市）
- 名古屋港跳上橋（愛知県名古屋市）
- 宮川堤（三重県伊勢市）
- 三重高等農林學校農場の給水井戸（三重県津市）
- 百寿橋（奈良県大和郡山市）
- 旧国鉄五新線（未成線）鉄道構造物群（奈良県五條市）
  - 新町高架橋
  - 第一丹生川橋梁
- 火ノ山砲台（山口県下関市）
- 宮内川青石護岸（愛媛県八幡浜市）
- 佐井川橋（福岡県吉富町）
- 姶良橋（鹿児島県姶良市）

### 2017年度認定
- 滝の上発電所施設群（北海道夕張市）
- 網走橋（北海道網走市）
- 聖橋（東京都千代田区・文京区）
- 京浜港ドック（神奈川県横浜市）
- JR上越線清水トンネル関連施設群[18]
  - 清水トンネル（群馬県みなかみ町・新潟県湯沢町）
  - 新清水トンネル（群馬県みなかみ町・新潟県湯沢町）
  - 湯桧曽ループ線（群馬県みなかみ町）
  - 松川ループ線（新潟県湯沢町）
  - 土合駅構内土合斜坑（群馬県みなかみ町）
  - 湯桧曽橋梁（群馬県みなかみ町）
  - 毛渡沢橋梁（上り線）（新潟県湯沢町）
- 万内川砂防堰堤群・日影沢床固工群（新潟県妙高市）
- 亀甲橋（山梨県山梨市）
- 東武鉄道渡良瀬川橋梁・砥川橋梁
  - 渡良瀬川橋梁（栃木県佐野市・群馬県館林市）
  - 砥川橋梁（栃木県日光市）
- 里川水系水力発電所群[19]
  - 中里発電所（茨城県日立市）
  - 里川発電所（茨城県日立市）
  - 賀美発電所（茨城県常陸太田市）
  - 小里川発電所（茨城県常陸太田市）
  - 徳田発電所（茨城県常陸太田市）
  - 旧町屋変電所（茨城県常陸太田市）
- 玉川橋（埼玉県ときがわ町）
- 緑橋防潮水門（三重県御浜町）
- 駿府御囲堤（薩摩土手）（静岡県静岡市）
- 往生地浄水場（長野県長野市）
- 樫野埼灯台（和歌山県串本町）
- 奈良市水道関連施設群[20]
  - 木津浄水場（京都府木津川市）
  - 市坂ポンプ所（京都府木津川市）
  - 奈良坂計量器室（奈良県奈良市）
  - 高区配水池（奈良県奈良市）
- 鵬雲洞・毛見隧道（和歌山県和歌山市）
- 前河原橋りょう（滋賀県米原市）
- 竹野川橋りょう・田君川橋りょう
  - 竹野川橋りょう（兵庫県豊岡市）
  - 田君川橋りょう（兵庫県新温泉町）
- 大阪京都間鉄道煉瓦拱渠群
  - 樋口暗渠（大阪府大阪市）
  - 円妙寺暗渠（京都府大山崎町）
  - 馬場丁川暗渠（京都府京都市）
  - 後藤川避溢橋、藪ヶ花跨道橋、奥田ノ端暗渠（大阪府高槻市）
  - 尻戸三避溢橋、門ノ前跨道橋（大阪府茨木市）
  - 七反田拱渠、老ヶ辻拱渠（京都府長岡京市）
- 金慶橋（兵庫県神戸市）
- 山陰道の石畳（鳥取県岩美町）
  - 駟馳山峠
  - 蒲生峠
- 府能隧道（徳島県佐那河内村・神山町）
- 中島川変流部護岸（長崎県長崎市）

### 2018年度認定
- 山線鉄橋（北海道千歳市）
- 苫小牧港大規模掘込港湾施設（北海道苫小牧市）
  - 掘込水路
  - 西防波堤
  - 東防波堤
- 油壺験潮場旧建屋（神奈川県三浦市）
- 北用水樋門（茨城県利根町）

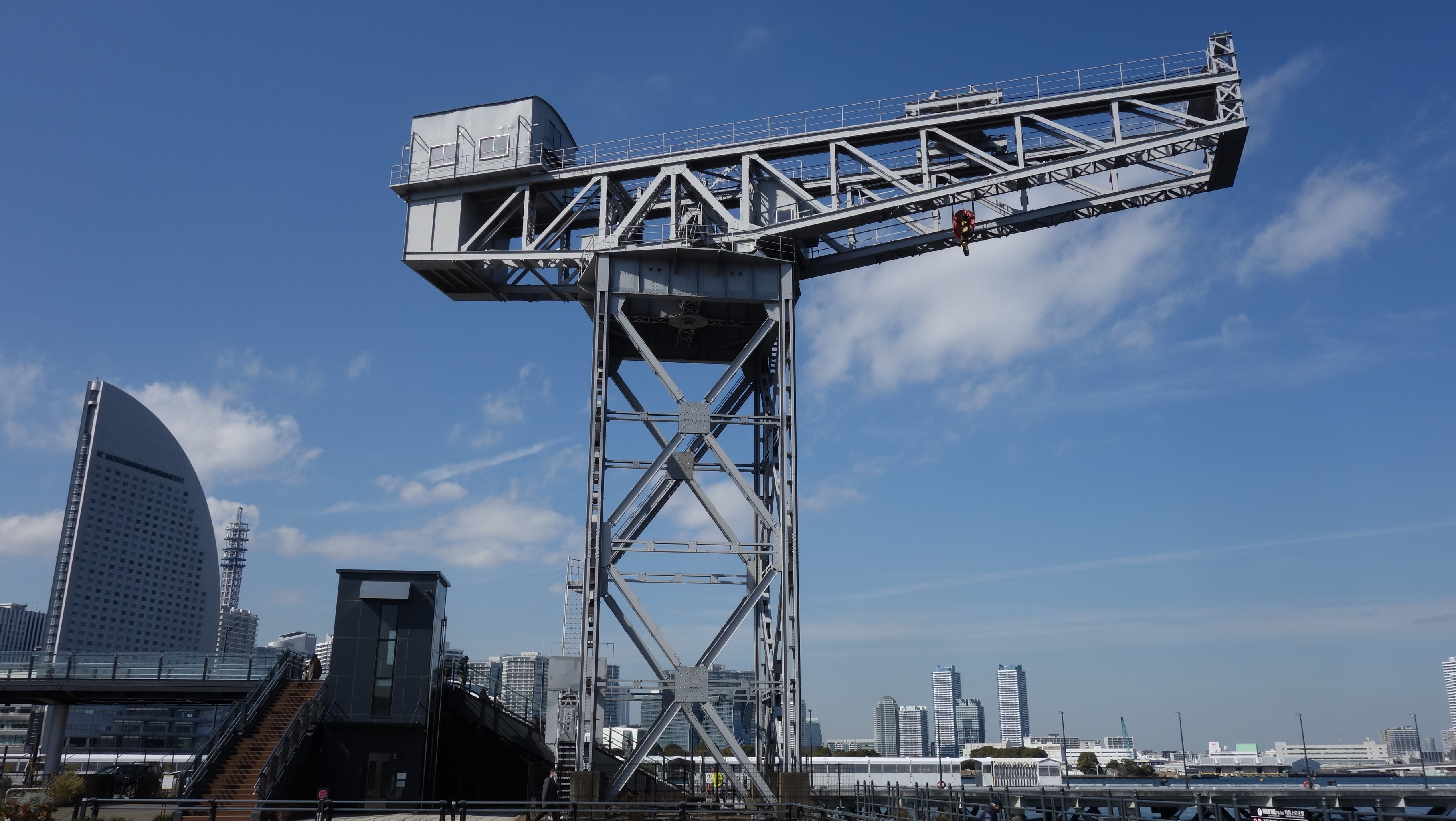
ハンマーヘッドクレーン（横浜市）

- 横浜港ハンマーヘッドクレーン（神奈川県横浜市）
- 上毛電気鉄道関連施設群[21][22]
  - 西桐生駅駅舎（群馬県桐生市）
  - 渡良瀬川橋梁（群馬県桐生市）
  - 粕川橋梁（群馬県前橋市）
  - 荒砥川橋梁（群馬県前橋市）
  - 大胡電車庫（群馬県前橋市）
- 鬼怒川発電所 黒部ダム（栃木県日光市）
- 村田川橋りょう（千葉県千葉市・市原市）
- 小河内ダム（東京都奥多摩町）
- 千貫樋（埼玉県さいたま市）
- 宇津ノ谷隧道群（静岡県静岡市・藤枝市）
  - 明治のトンネル
  - 大正のトンネル
  - 昭和のトンネル
- 上麻生発電所取水堰堤（岐阜県白川町）
- 御成橋（静岡県沼津市）
- 辰巳用水関連施設群（石川県金沢市）[23][24]
  - 辰巳用水の東岩取入口
  - 隧道部
  - 横穴
  - 三段石垣
  - 開水路
  - 暗渠
  - 兼六園専用水路
  - 用水管理道
  - 伏越施設の遺構
- 阪堺電気軌道と関連施設群[25]
  - 路面電車軌道・車両（大阪府大阪市・堺市）
  - 姫松駅・住吉駅の駅舎・電柱・停留場レール柱（大阪府大阪市）
  - 大和川橋梁（大阪府大阪市・堺市）
- 阪神・淡路大震災による被災構造物群（兵庫県神戸市）[25][26]
  - 震災資料保管庫に収蔵・展示されている被災した阪神高速道路の構造物
  - 神戸港震災メモリアルパークに残る被災港湾施設
  - 浜手バイパス被災構造物展示メモリアル（橋脚、支承など）
  - 須磨海浜公園に設置・展示されている被災道路構造物
  - 水の科学博物館に収蔵・展示されている被災水道管
  - 人と防災未来センターに展示されている被災道路構造物
  - 東水環境センターに収蔵・展示されている被災下水道構造物
- 中之島S字橋（大阪府大阪市）
- 江埼灯台（兵庫県淡路市）
- 近鉄道明寺線鉄道構造物群[27]
  - 第1号溝橋（大阪府柏原市）
  - 第2号溝橋（大阪府柏原市）
  - 奈良街道陸橋（大阪府柏原市）
  - 大和川橋梁（大阪府柏原市・藤井寺市）
- 業平橋（兵庫県芦屋市）
- 呉鎮守府地下施設群[注釈 1]（広島県呉市）
- 吉野川橋（徳島県徳島市）
- 曲渕ダム（福岡県福岡市）
- 平熊の石洗越（鹿児島県霧島市）

### 2019年度認定
- 岩松ダム（北海道新得町）
- 旧運河橋（北海道石狩市）
- 旧浦村鉄橋（新潟県長岡市）[29]
  - 岩田橋
  - 不動沢橋
  - 旧越路橋
- 日本水準原点と日本水準原点標庫（東京都千代田区）
- 鹿島港整備関連施設群（茨城県神栖市）[30]
  - 船溜南防波堤（試験堤）
  - 居切島
- 滝の鼻橋（埼玉県ときがわ町）
- 土合砂防堰堤（群馬県みなかみ町）
- 旧熱海線鉄道施設群[31]
  - 酒匂川橋梁（神奈川県小田原市）
  - 白糸川橋梁（神奈川県小田原市）
  - 丹那トンネル（静岡県熱海市・函南町）
  - 桑原川橋梁（静岡県函南町）
- 旧国鉄足利駅舎（栃木県足利市）
- 上蔵砂防堰堤（長野県大鹿村）
- 忠節橋（岐阜県岐阜市）
- 揖斐大橋（岐阜県大垣市・安八町）
- 賀茂川・鴨川河川構造物群（京都府京都市）[32]
  - 玉石張
  - 雑割石練積低水護岸
  - 床止堰堤
  - みそゝぎ川
- 嵯峨野観光鉄道の構造物群（京都府京都市・亀岡市）[33]
  - 亀山トンネル
  - 清滝トンネル
  - 朝日トンネル
  - 第二地蔵トンネル
  - 保津川橋梁
- 関西本線三郷 - 河内堅上間橋梁群
  - 第三大和川橋梁（奈良県三郷町・王寺町）
  - 第四大和川橋梁（大阪府柏原市）
- 戦前竣工の京都市児童公園群（京都府京都市）[34]
  - 紫野宮西児童公園
  - 紫野柳児童公園
  - 小松原児童公園
  - 橘児童公園
  - 下鴨森が前児童公園
  - 下鴨膳部児童公園
  - 高原児童公園
  - 地蔵本児童公園
  - 萩児童公園
  - 西ノ京児童公園
  - 六条院児童公園
  - 比永城児童公園
  - 南部児童公園
- 平野橋（大阪府大阪市）
- 逆瀬川の砂防設備（兵庫県宝塚市）
- 七川ダム（和歌山県古座川町）
- 大砂川トンネル（滋賀県湖南市）
- 琵琶湖疏水鴨川運河施設群（京都府京都市）[35]
  - 疏水水路
  - 橋梁群
  - 樋門
  - 三ノ橋放水路制水門
  - 七瀬川放水路
- 上津屋橋（京都府八幡市・久御山町）
- 用郷林道 七曲がり（岡山県新見市）
- 大原橋（岡山県岡山市）
- 麻生堰（高知県四万十市）
- 上椎葉ダム（宮崎県椎葉村）
- 川畑井堰（鹿児島県南さつま市）
- 若松港築港関連施設群（福岡県北九州市）[36]
  - 東海岸係船護岸
  - 東海岸通護岸
  - 若松南海岸物揚場
  - 弁財天上陸場
  - 出入船舶見張り所跡
  - 測量基準点

### 2020年度認定
- 金山ダム（北海道南富良野町）
- 神居大橋（北海道旭川市）
- 馬淵川放水路（青森県八戸市）
- 寺坂橋（埼玉県本庄市）
- 鷺石橋（群馬県沼田市）
- 表参道ケヤキ並木道（赤坂杉並線）（東京都渋谷区・港区）
- 日光いろは坂（栃木県日光市）
  - 第1いろは坂
  - 第2いろは坂
- 佐伯橋（山梨県都留市）
- 栃ケ原地すべり第1号集水井（新潟県柏崎市）
- 横浜港新港埠頭関東大震災復興岸壁群（神奈川県横浜市）[37]
  - 横浜港新港埠頭地区7号・8号岸壁
  - 横浜港新港埠頭地区左埠頭護岸（先端海壁）
  - 横浜港新港埠頭地区3号・4号護岸
- 秦野・曽屋水道施設群（神奈川県秦野市）
  - ロ号水源開口部
  - ハ号水源開口部
  - 大正期配水池・ポンプ室
  - 昭和期配水池
  - ポンプ、上水道用陶管等展示物
- 常盤橋（東京都千代田区・中央区）
- 黒部ダム（富山県立山町・黒部市・長野県大町市）
- 狩野川放水路（静岡県伊豆の国市・沼津市）
- 中川運河（愛知県名古屋市）
- 五六閘門（岐阜県瑞穂市）
- ビル・高架道路・地下鉄駅の一体整備 （大阪府大阪市）
  - 船場センタービル
  - 大阪市道築港深江線
  - 阪神高速道路
  - Osaka Metro中央線・本町駅
  - Osaka Metro中央線・堺筋本町駅
- 大阪狭山市域の南海電鉄煉瓦造暗渠群（大阪府大阪狭山市）[38]
  - 第40号暗渠
  - 第41号暗渠
  - 狭山里道暗渠
  - 第42号暗渠
  - 狭山里道架道橋
  - 第43号暗渠
  - 東除川暗渠

- 阪急電鉄神戸市内線高架橋（兵庫県神戸市）[39]
  - 原田拱橋
  - 灘駅前拱橋
  - 灘拱橋

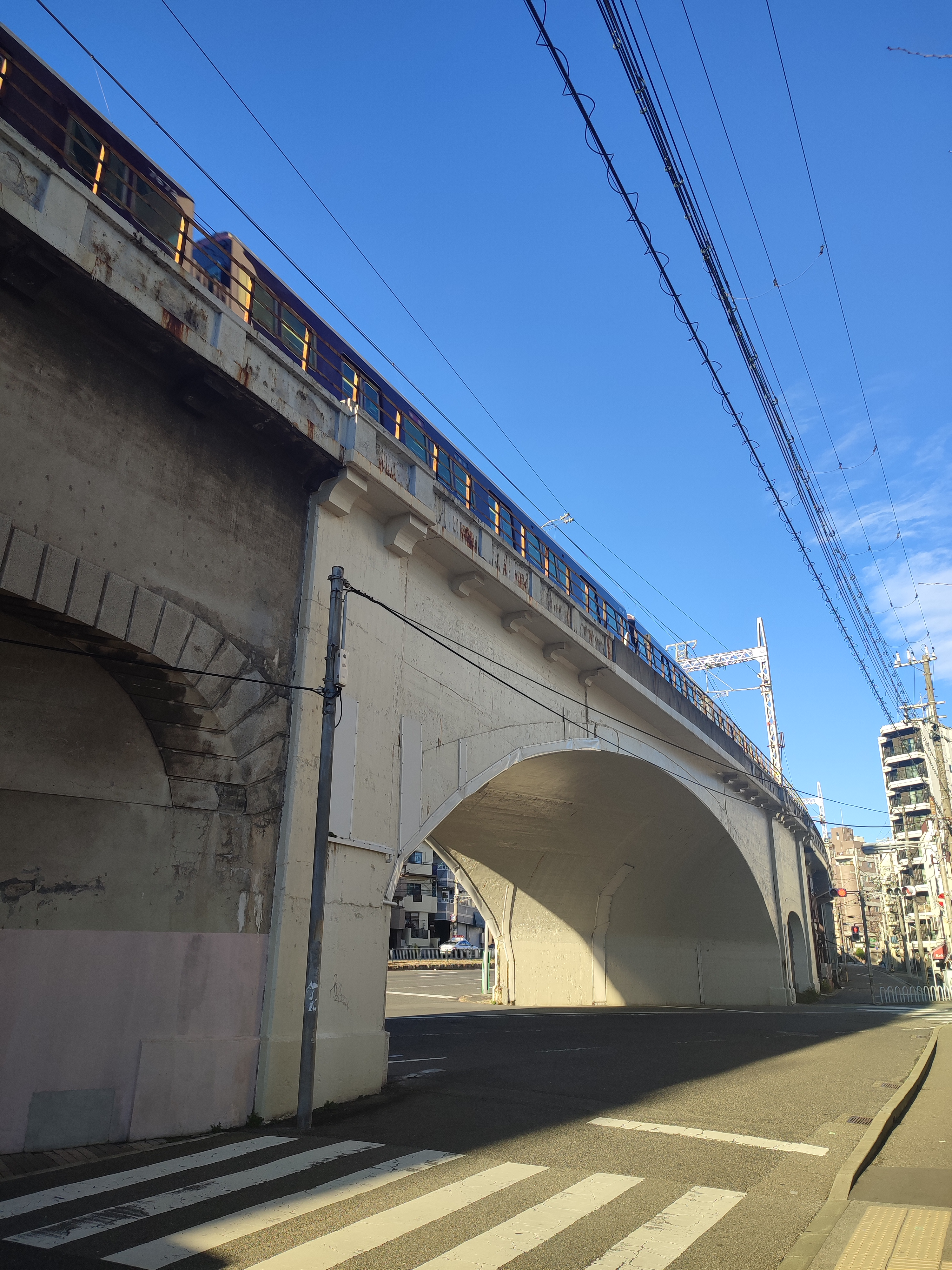
灘拱橋

  - 王子公園～神戸三宮駅間の鉄筋コンクリートラーメン橋
- 姫路市営モノレール遺構群（兵庫県姫路市）[40]
  - 旧手柄山駅舎（手柄山交流ステーション）
  - モノレール台車の屋外展示
  - 全アルミニウム合金製・鋲接仕上げの旧車両：全長15メートル×2両
- 豊岡市水道の創設期施設（兵庫県豊岡市）[41]
  - 二見水源
  - 荒船浄水場
  - 旧神武山配水池
- 笹生川ダム（福井県大野市）
- 出合橋（広島県安芸太田町）
- 三架橋（香川県観音寺市）
- 八代の石造干拓施設群（熊本県八代市）[42]
  - 高島新地旧堤防跡
  - 大鞘樋門群
  - 七百町新地樋門跡
  - 旧郡築新地甲号樋門
  - 郡築二番町樋門
  - 潮受堤防
- 宮内原用水の二穴式隧道群（鹿児島県霧島市）

### 2021年度認定
- 糠平ダム（北海道上士幌町）
- 弾丸道路（札幌・千歳間道路）（北海道札幌市・北広島市・恵庭市・千歳市）
- 北上川上流総合開発ダム群
  - 田瀬ダム（岩手県花巻市）
  - 湯田ダム（岩手県西和賀町）
  - 四十四田ダム（岩手県盛岡市）
  - 御所ダム（岩手県盛岡市）
  - 石淵ダム（岩手県奥州市）
- 只見線鉄道施設群[43][44]
  - 大川橋梁（福島県会津若松市）
  - 宮川橋梁（福島県会津美里町）
  - 滝谷川橋梁（福島県柳津町・三島町）
  - 第一只見川橋梁（福島県三島町）
  - 第二只見川橋梁（福島県三島町）
  - 大谷川橋梁（福島県三島町）
  - 阿寺沢橋梁（福島県三島町）
  - 第二左靭橋梁（福島県三島町）
  - 山中沢橋梁（福島県三島町）
  - 第三只見川橋梁（福島県三島町）
  - 細越橋梁（福島県金山町）
  - 第四只見川橋梁（福島県金山町）
  - 第五只見川橋梁（福島県金山町）
  - 第二西谷橋梁（福島県金山町）
  - 第八只見川橋梁（福島県只見町）
  - 六十里越トンネル（福島県只見町・新潟県魚沼市）
  - 第四平石川橋梁（新潟県魚沼市）
- 渡良瀬川上流域足尾の砂防堰堤群（栃木県日光市）[45]
  - 井戸沢口砂防堰堤
  - 深沢上流砂防堰堤
  - 深沢砂防堰堤
  - 仁田元砂防堰堤
  - 内籠川一号砂防堰堤
  - 深沢一号砂防堰堤
  - 神子内砂防堰堤
  - 足尾砂防堰堤
  - 井戸沢砂防堰堤
  - 井戸沢下流砂防堰堤
  - 松木川一号砂防堰堤
  - 松木川二号砂防堰堤
  - 松木川三号砂防堰堤
- 円上寺隧道（新潟県長岡市）
- 塔之沢発電所と関連施設（神奈川県箱根町）
- 六郷水門（東京都大田区）
- 栗尾沢砂防施設群（埼玉県小鹿野町）[46]
  - 渓流保全工
  - 床固工（8ヶ所）
  - 堰堤
- 東山円筒分水槽（富山県魚津市）
- 彩雲橋（愛知県犬山市）
- 殿橋（愛知県岡崎市）
- 山川橋（岐阜県川辺町）
- 生駒鋼索線と生駒山上遊園地飛行塔（奈良県生駒市）
  - 宝山寺1号線
  - 宝山寺2号線
  - 山上線
  - 生駒山上遊園地飛行塔
- 津守下水処理場1系水処理施設（大阪府大阪市）
- 谷瀬の吊り橋（奈良県十津川村）
- 琵琶湖疏水（第1、第2、分線ほか）（滋賀県大津市・京都府京都市）[47]
  - 第1疏水
  - 第2疏水
  - 疏水分線
  - 扇ダム放水路、草川、百々川、ほか小水路群
- 関西本線木津川橋りょう（京都府笠置町）
- 旧成相池堰堤（兵庫県南あわじ市）
- 和田旋回橋（兵庫県神戸市）
- 村田鶴が湖北地方に残した隧道群
  - 横山隧道（滋賀県米原市・長浜市）
  - 谷坂隧道（滋賀県長浜市）
- 爆撃被害建材の再活用橋梁
  - 本川橋（広島県広島市）
  - 九十九橋（広島県海田町）
- 千賀居隧道（愛媛県八幡浜市）
- 緒方川の多連アーチ石橋群（大分県豊後大野市）
  - 緒方橋
  - 鳴滝橋
  - 長瀬橋
  - 原尻橋
  - 柚木寺原橋
- 花峯橋（宮崎県日南市）

### 2022年度認定
- 室蘭港港湾施設群（北海道室蘭市）
  - 南防波堤
  - 北防波堤
  - 旧大黒島灯台
  - 旧国鉄埠頭
  - 旧国鉄埠頭（北外防波堤へのケーソン流用）
  - 旧北荷埠頭
  - 本輪西埠頭
  - 北日本埠頭
- 標津橋（北海道標津町）
- 旧茂喜登牛水路橋（北海道足寄町）
- 福島の石橋群[48]
  - 旧祓川橋（福島県福島市）
  - 松川橋（福島県福島市）
  - 甚念坊川2号橋（福島県福島市）
  - 広表のめがね橋（福島県福島市）
  - 大桂寺の石橋（福島県福島市）
  - 旧壁沢川石橋（福島県川俣町）
  - 明道橋（福島県二本松市）
  - 東根堰水路橋（福島県伊達市）
  - 不動川水管橋（福島県会津若松市）
- 丸森橋（宮城県丸森町）
- 渡良瀬遊水地（栃木県栃木市・小山市・野木町・群馬県板倉町・茨城県古河市・埼玉県加須市）
- 豊海橋（東京都中央区）
- 清水谷戸トンネル（上り線・下り線）（神奈川県横浜市）
- 豊川放水路（愛知県豊川市）
- 中川橋（愛知県名古屋市）
- 波切の石積構造物群（三重県志摩市）
- 揖保川畳堤（兵庫県たつの市）
- 大阪市水道創設期及び拡張初期の施設群（大阪府大阪市）[49]
  - 大手前配水場
  - 柴島浄水場1・2号取水塔
  - 柴島浄水場3号取水塔
  - 柴島浄水場旧第1配水ポンプ場（現水道記念館）
- 春日野道 桜橋（福井県南越前町）
- 高野山森林軌道の遺構群（和歌山県九度山町・高野町）
  - 九度山貯木場
  - 塵無土場
- 南海本線紀ノ川橋梁（上り線・下り線）（和歌山県和歌山市）
- 箱ヶ瀬橋（福井県大野市）
- 不動川砂防歴史公園の砂防設備群（京都府木津川市）
- 摩耶大橋（兵庫県神戸市）
- 神戸大橋（兵庫県神戸市）
- 翁橋（岡山県津山市）
- 山国橋（福岡県吉富町・大分県中津市）
- 赤尾木港の岸岐と築島（鹿児島県西之表市）
  - 岸岐
  - 築島

### 2023年度認定
- 十勝川統内新水路（北海道池田町・豊頃町・幕別町）
- 茂岩橋（北海道豊頃町）
- 大倉ダム（宮城県仙台市）
- 只見川ダム施設群
  - 奥只見ダム（福島県檜枝岐村）
  - 大鳥ダム（福島県只見町）
  - 田子倉ダム（福島県只見町）
  - 滝ダム（福島県金山町）
  - 本名ダム（福島県金山町）
  - 上田ダム（福島県金山町）
  - 宮下ダム（福島県三島町）
  - 柳津ダム（福島県柳津町）
  - 片門ダム（福島県会津坂下町）
- 蔵前橋（東京都台東区・墨田区）
- 城ヶ島大橋（神奈川県三浦市）
- 阿賀野川満願寺「基準点標石」（新潟県新潟市）
- 大井ダム・大井発電所（岐阜県中津川市・恵那市）
- 大井川橋梁（下り線）（静岡県島田市）
- 深良用水 用水隧道（静岡県裾野市）
- 鬼谷川砂防堰堤（福井県大野市）
- 紀州鉄道及び旧御坊臨港鉄道廃線部分（和歌山県御坊市）
- 東高洲橋（兵庫県尼崎市）
- 高砂港 向島突堤（兵庫県高砂市）
- 近鉄難波線 大断面シールドトンネル（大阪府大阪市）
- 木津川橋りょう・岩崎運河橋りょう（大阪府大阪市）
- 琵琶湖大橋（下り線）（滋賀県大津市・守山市）
- 内尾大水門（岡山県岡山市）
- 佐川橋（高知県四万十町）
- 横瀬二連水路橋（大分県大分市）
- 荒崎新地の石造干拓施設群（鹿児島県出水市）

### 2024年度認定
- 旧岩保木水門（北海道釧路町）
- 奥行臼の交通施設群（北海道別海町）
- 黒川橋梁（上り線）（栃木県那須町・福島県白河市）
- 駒形橋（東京都台東区・墨田区）
- 相模大橋（神奈川県厚木市・海老名市）
- 覚王山ずい道（愛知県名古屋市）
- 犬山橋（愛知県犬山市・岐阜県各務原市）
- 大谷〜大津間の開業時の鉄道遺構（滋賀県大津市）
  - 逢坂山ずい道
  - 旧上関寺町架道橋橋台
  - 逢坂地下道
- 林田隧道（兵庫県猪名川町）
- 阪神甲子園球場・枝川橋梁（兵庫県西宮市）
- 港大橋（大阪府大阪市）
- 目の字形ラーメン橋 志谷川橋梁、日向川橋梁（島根県川本町）
- 瀬詰橋（徳島県吉野川市）
- 尾鈴橋（宮崎県木城町・日向市）